# 回復力 (生態学)

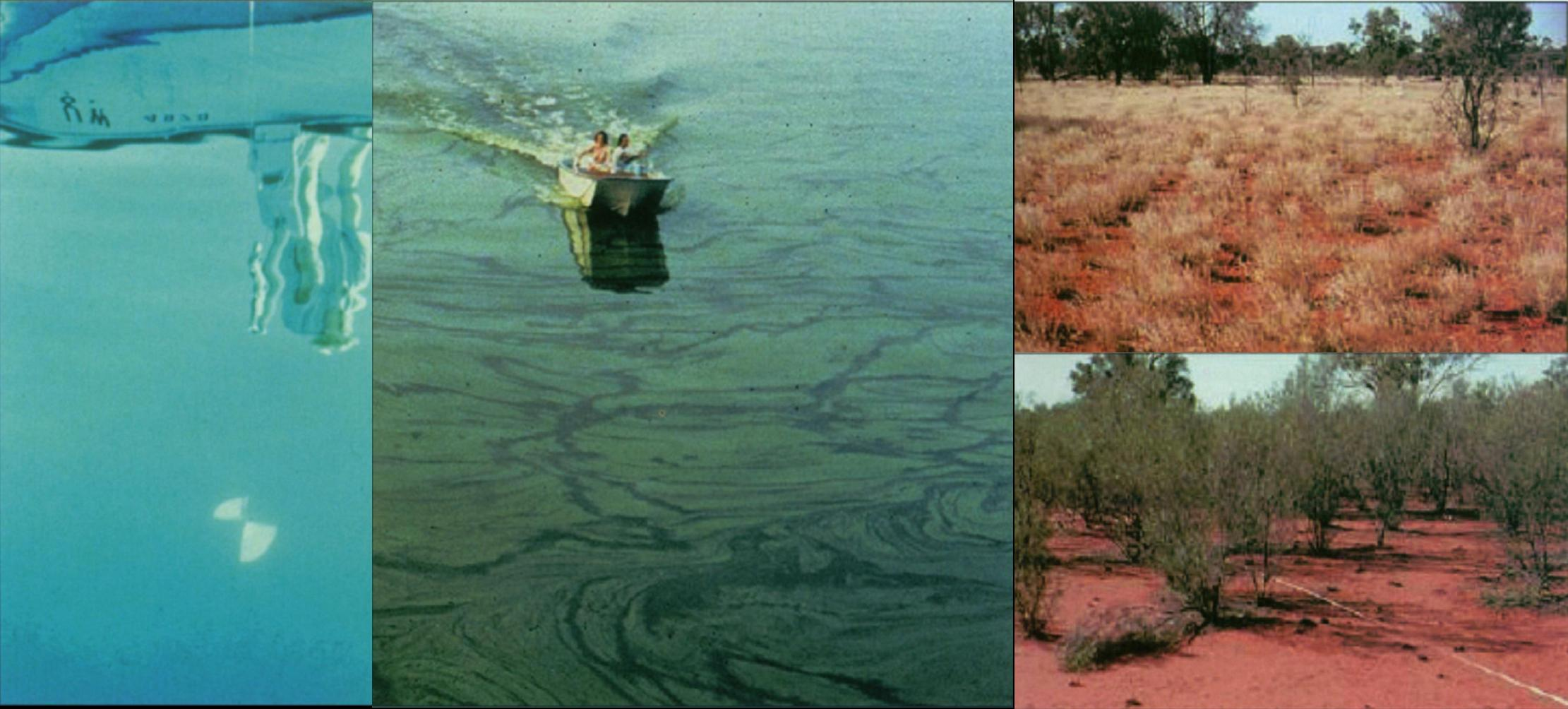
代替安定状態を持つ湖とマルガの生態系

生態学での回復力（かいふくりょく、英称:Ecological resilience）とは、ダメージに抵抗しすばやく回復することによる摂動や攪乱に対応するエコシステム能力。混乱や擾乱には火事、洪水、暴風雨、虫の群れの爆発力・異常繁殖、森林伐採、土壌中への農薬散布、外来植物や動物種の導入などの人的活動で引き起こされる確率論的事象が含まれるが、規模または長期間などの要因でその障害は生態系に深刻な影響を及ぼす可能性があり、それを超えるとプロセスや構造の異なる体制が優位になるしきい値に生態系が強制的に到達する可能性もある。生物多様性の減少、天然資源の利用 、 汚染 、 土地利用 、 人為的な気候変動など、生態系の回復力に悪影響を及ぼす人間の活動は、生態系における体制の変化（レジームシフト）も引き起こしており レジリエンスとしての学際的談話により 「弾力を通して生態回復力を構築することを目指し分析、適応的資源管理、そして適応的統治」し、現在の社会生態系を介してヒトおよび生態系の相互作用も考慮すると、最大持続可能収量にパラダイムした環境資源管理によるシフトの必要性も考慮されうるのである 。 